# Cumberland County (Maine)
Cumberland County is een county in de Amerikaanse staat Maine.
De county heeft een landoppervlakte van 2.164 km² en telt 265.612 inwoners (volkstelling 2000). De hoofdplaats is Portland.

## Bevolkingsontwikkeling

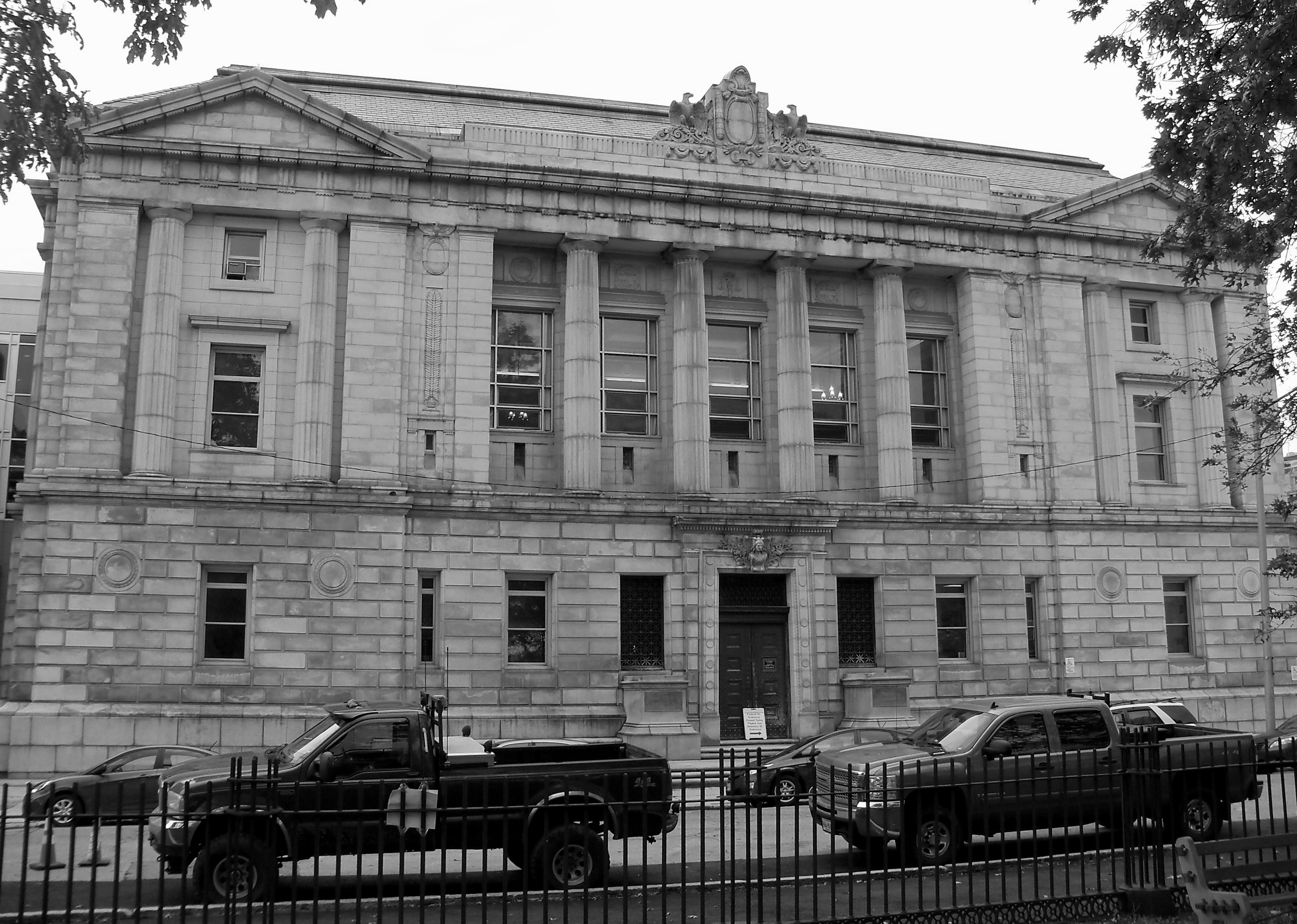
Cumberland County Courthouse